# Grimorio
Un grimorio es un tipo de libro de conocimiento mágico europeo, generalmente datado desde mediados de la Baja Edad Media (siglo XIII) hasta el siglo XVIII; son muy pocos los que se datan en fechas anteriores al siglo XIII. Tales libros contienen cartas astrológicas, listas de ángeles y demonios, instrucciones para aquelarres, lanzar encantamientos y hechizos, mezclar medicamentos, invocar entidades sobrenaturales y fabricar talismanes. Se conoce poco sobre el origen de muchas de las fórmulas mágicas, aunque es probable que sean el resultado de traducciones de conocimientos de magia oriental árabe fusionada con elementos occidentales.

## Etimología
La palabra grimorio procede, según la Real Academia Española, del término francés grimoire, y este es a su vez de una alteración de grammaire ‘gramática’, según el Trésor de Langue Française. Esto se debe en parte a que, en la Edad Media, las «gramáticas» latinas (libros sobre dicción y sintaxis del latín) eran fundamentales para la educación escolar y universitaria, mientras que la mayoría iletrada sospechaba que los libros no eclesiásticos eran mágicos. De esta forma, «gramática» también denotaba, tanto para letrados como para iletrados, un libro de enseñanza básica. No debe ser confundido con el breviario, libro que contiene la oración oficial de la Iglesia Católica, que recitaban a diario los eclesiásticos.
Otra versión sobre el origen de la palabra, mucho más aceptada actualmente por los propios practicantes de magia, sostiene que el término «grimorio» proviene del italiano rimario que significa "composición de versos". Con el paso del tiempo la palabra habría cambiado a grimario y posteriormente a la actual grimorio. Los magos medievales y renacentistas italianos creían que la composición en versos favorecía a que las operaciones mágicas fueran más poderosas. Por esta razón, las llamaban incantamento o incantesimo (‘encantamiento’), porque para su desarrollo empleaban la poesía y el canto.

## Grimorios históricos

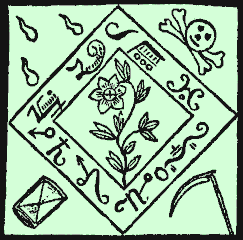
Diseño tomado del grimorio La gallina negra para la invocación de un demonio.

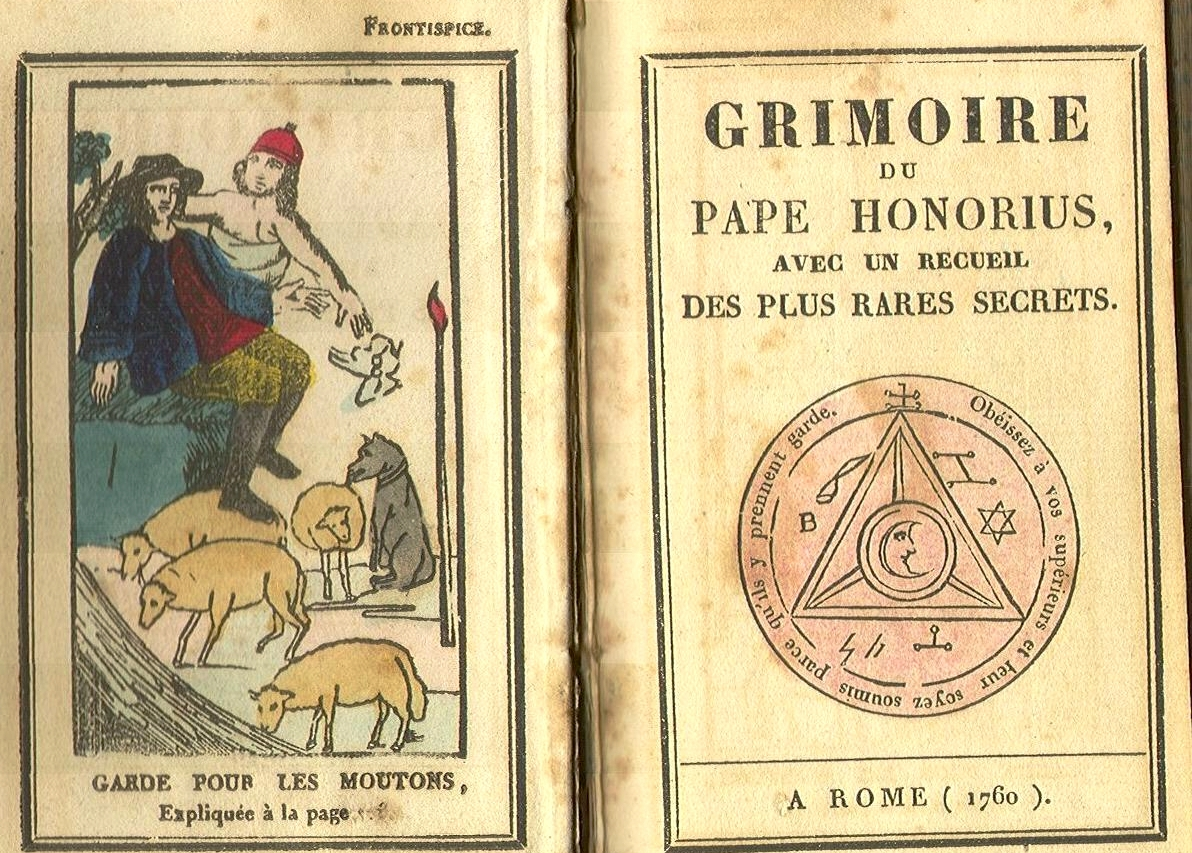
Grimorio del Papa Honorio, del año 1760.

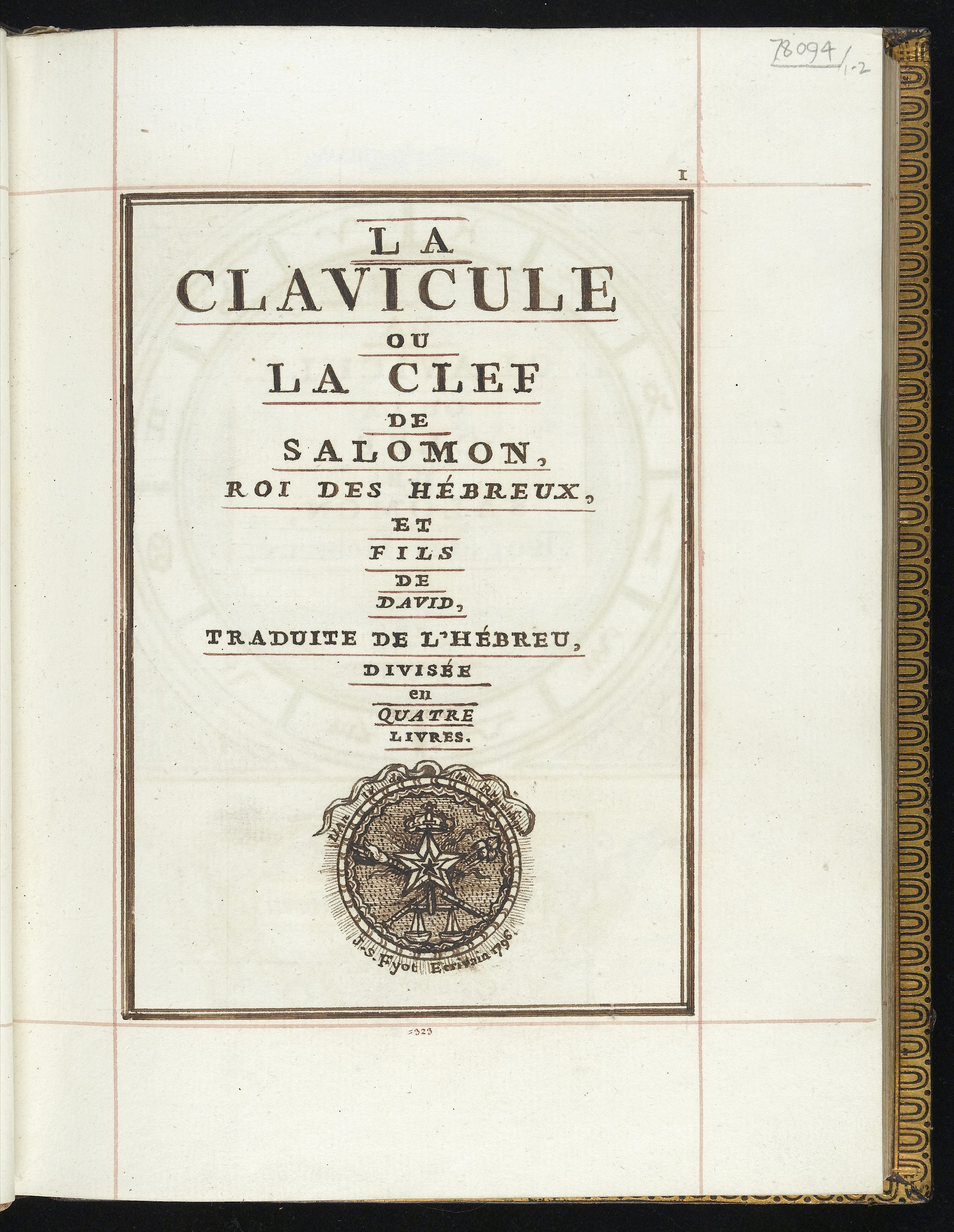
La Clavícula o la Clave de Salomón, edición en francés del de este famoso grimorio.

- Liber aneguemis (Libro de las leyes), también conocido como El libro de la vaca (Liber Vaccae), La vaca de Platón o "Activarum Liber Institutionum". Siglos XII-XIII. Apócrifamente atribuido a Platón. Es uno de los grimorios más antiguos conocidos y que sirvió de inspiración para otros grimorios posteriores y tratados de alquimia. Es una obra latina basada en la traducción de la obra árabe Kitab an-nawamis, del siglo IX, que supuestamente era la traducción árabe de un texto helenístico escrito por Platón. Incluye indicaciones para la creación de entidades vivientes a partir de fluidos y restos corporales de hombres y animales, además de rituales y encantamientos. Es probable que también haya sido llamado De proprietatibus membrorum animalium, aunque existe la posibilidad de que este último sea otra obra medieval de temática similar y que no llegó a nuestros días, pero que es mencionada en algunos tratados de la época.[3]
- Albanum Maleficarum, siglo X, escrito en árabe. Publicado en latín en 1601. Indica cómo obtener la Suprema Sabiduría por la intercesión de Capricúo, Emperador de la Magia, y que se presenta en forma de cabra blanca.
- El Picatrix, siglo XIII. Traducción de la obra árabe Gāyat al-hakīm. Trata de la influencia del cosmos, de los espíritus y de las formas, de como atraparlos.
- El Heptamerón, de Pietro d'Abano, en 1290.
- El Manual de Múnich, del siglo XV. Presenta indicaciones para la invocación de demonios y solicitar favores.
- El Libro de la Magia Sagrada de Abra-Melin el Mago, en 1458.
- Clavicula Salomonis, siglo XV, probablemente reedición de un escrito medieval más antiguo. Es probable que partiendo de este grimorio se escribiera el El Lemegeton, (introducción: Ars Goetia).
- El Grimorio Secreto de Turiel, 1518. Edición muy polémica de Max Turiel.
- El Gran Grimorio, escrito en Venecia en 1521, por el italiano Antonio Venitiana del Rabina. Su primera edición fue impresa en Italia en 1612.
- El Antipalus Maleficorum Comprehensus, publicado en 1555 por Johannes Trithemius.
- El De praestigiis daemonum, 1577. Escrito por Johann Weyer. (apéndice: Pseudomonarchia daemonum)
- El Libro de Soyga, también titulado Aldaraia; un tratado de magia en latín del siglo XVI, uno de cuyos ejemplares fue propiedad del erudito isabelino John Dee.
- El Galdrabók, grimorio islandés. Es un compendio del siglo XVII.
- El Lemegeton Clavicula Salomonis o La Llave Menor de Salomón, del siglo XVII.
- El Liber Juratis, Grimorium Honorii Magni o Libro del Papa Honorio III. Publicado en Roma en 1629.
- La Clave de Salomón, en 1641.
- El Enchiridion Leonis Papae o Libro del Papa León III. Publicado en Roma en 1660.
- El Gran Alberto y El Pequeño Alberto, dos grimorios supuestamente escritos en el siglo XIII por el dominico medieval Alberto Magno. Fueron publicados en el siglo XVIII.
- La Gallina Negra (de la obra francesa La poule noire), en 1740.
- El Libro de San Cipriano o Ciprianillo, supuestamente escrito en el año 1001 d. C. Fue dado a conocer en 1885 por el bibliotecario Bernardo Barreiro.

Desde el siglo XVIII ha existido un pequeño sector dedicado a la venta de grimorios falsos o mal traducidos (la mayoría de los textos originales están en francés o latín, y son muy raros). No obstante, existen traducciones fieles de la mayoría de los libros indicados.
A finales del siglo XIX algunos de estos textos, como el de Abra-Melin y las Llaves de Salomón, fueron reivindicados por organizaciones mágicas para-masónicas como la Orden Hermética del Amanecer Dorado y la Ordo Templi Orientis. Aleister Crowley, gran promotor de estos grupos dio pie para basar en ellos diversos movimientos modernos como la Wicca, el neo-satanismo, y la Magia del caos.
El manuscrito Voynich también podría ser un grimorio, aunque su texto nunca ha sido descifrado, por lo que se ha postulado que también podría ser un fraude de siglos de antigüedad. 
El Liber primus, texto moderno digital relacionado con una búsqueda de rompecabezas en línea, también puede ser considerado un grimorio moderno ya que contiene textos y símbolos encriptados que fueron parte de un acertijo de la organización enigmática Cicada 3301. Este texto ha sido descifrado parcialmente. Su estilo es místico, filosófico y poético; contiene reflexiones sobre la libertad del ser, la verdad, el ego, el conocimiento, y la iluminación espiritual.
La Biblia satánica y Aradia o el evangelio de las brujas igual podrían considerarse "grimorios" modernos, al contener descripciones de ritos o hechizos.

## Grimorios ficticios
Entre los grimorios ficticios más famosos, destacan:
- El "Grimorium Arcanorum" en la serie de televisión "Gargoyles, heroes mitológicos", producida por Walt Disney Television Animation. Este grimorio es muy importante en el desarrollo de la trama del serial, pues es el libro de hechicería utilizado por el mago del castillo Wyvern para hechizar a las gárgolas durante un milenio e impedir que se despierten al anochecer. En el Siglo XX, es adquirido por el millonario David Xanatos, un aficionado al esoterismo, junto a la gárgola Démona (esta aún hechizada) y este descubre, en sus páginas, como despertar a las gárgolas de su hechizo ("(...) cuando el castillo se eleve más allá de las nubes") y planea utilizarlas para sus fines. Posteriormente es utilizado por Démona para sus diversos atentados contra la humanidad, y finalmente es engullido por el mago malvado "Magus", eliminándolo de la continuidad de la serie.
- El Necronomicón y los Manuscritos Pnakóticos, dos de los grimorios ficticios más importantes creados por el escritor estadounidense H.P. Lovecraft e incorporado corpus de los Mitos de Cthulhu.
- Cánticos de Dhol y Fragmentos Pnakóticos, grimorios creados por Lovecraft y Hazel Heald incorporados a los Mitos de Cthulhu.
- De Vermis Mysteriis, grimorio ficticio creado por Robert Bloch, referenciado por el escritor estadounidense H.P. Lovecraft, siendo incorporado a los Mitos de Cthulhu. Es el grimorio que tiene más versiones apócrifas. También es mencionado por Stephen King, en el cuento Los misterios del gusano, de la colección El umbral de la noche, y en la novela Revival (2014).
- Cultes des Goules, grimorio ficticio creado por Robert Bloch para los Mitos de Cthulhu. Contiene un homenaje al escritor estadounidense August Derleth pues es obra del conde d'Erlette.
- El texto de R'lyeh, Confesiones y Fragmentos de Celaeno, grimorios ficticios incorporados a los Mitos de Cthulhu creados por August Derleth.
- Unaussprechlichen Kulten y El Pueblo del monolito, dos grimorios creados por el escritor estadounidense Robert E. Howard para los Mitos de Cthulhu. Ambos son también mencionados por H.P. Lovecraft.
- Los Siete libros crípticos de Hsan y el Cthäat Aquadingen , grimorios ficticios incorporados a los Mitos de Cthulhu creados por Brian Lumley, escritor inglés.
- El Libro de Eibon, grimorio ficticio creado por Clark Ashton Smith. Es el nombre más citado por los escritores de los Mitos de Cthulhu, al margen del Necronomicón, y el único que es nombrado por todos los escritores.
- Testamento de Carnamagos,  creado por Clark Ashton Smith e incorporado a los mitos de Cthulhu.
- Las Revelaciones de Gla'aki, grimorio ficticio incorporado a los Mitos de Cthulhu creado por Ramsey Campbell, escritor inglés.
- El Libro de Iod, grimorio ficticio creado por Henry Kuttner para la novela ambientada en los Mitos de Cthulhu Las campanas del horror (1939) y que publicó bajo el pseudónimo de Keith Hammond.
- El Sobre la proyección del alma, grimorio ficticio creado por Henry Kuttner para el relato ambientado en los Mitos de Cthulhu Hidra (1939) en el que se detalla la fórmula para realizar viajes astrales sin perder la cordura o romper la conexión con el cuerpo físico.
- Arcilla de Eltdown, grimorio ficticio creado por Richard F. Searight para los Mitos de Cthulhu.
- Tablillas de Zanthu, grimorio ficticio creado por Lin Carter para el relato La Ofrenda Púrpura de Los Mitos de Cthulhu. Las tablillas relatan las diferentes formas de adoración llevadas a cabo en Mu a distintos dioses.
- En la saga de Black Clover el grimorio es el libro en el que están registrados todos los hechizos conocidos por el propietario y cada mago tiene uno personal.
- El Darkhold de Marvel Comics, también conocido como el libro de los condenados, ha hecho apariciones recurrentes en las historias de los personajes involucrados en la magia y lo sobrenatural.

## Colecciones célebres
- Los grimorios de Alonso de Verlanga (1602)[4]
- La colección hermética de Giraldo París (1604)
- La colección astrológica de Juan Ramírez (1621)
- Los libros prohibidos de Patricio Sinot (1622)
- Los tesoros bibliográficos de fray Diego Velázquez (1646)
- La colección de Pedro Felipe José Bravo (1748)

## Otros significados
- También se llama grimorio a un conjunto de signos por descifrar, galimatías y, en tono despectivo, obra o texto oscuro, complicado o indescifrable.